# Sisamnes contractus
Sisamnes contractus är en insektsart som beskrevs av William Lucas Distant 1893. Sisamnes contractus ingår i släktet Sisamnes och familjen Rhyparochromidae. Inga underarter finns listade i Catalogue of Life.